# Erna Viitol
Erna Viitol (Condado de Valga, 10 de mayo de 1920-11 de noviembre de 2001) fue un escultor estonio.

## Biografía
Nació en el seno de una familia de agricultores. Viajó a Estocolmo para estudiar y regresó a Tallin, donde estudio en la escuela de artes Aplicadas y en la Academia.

## Obras

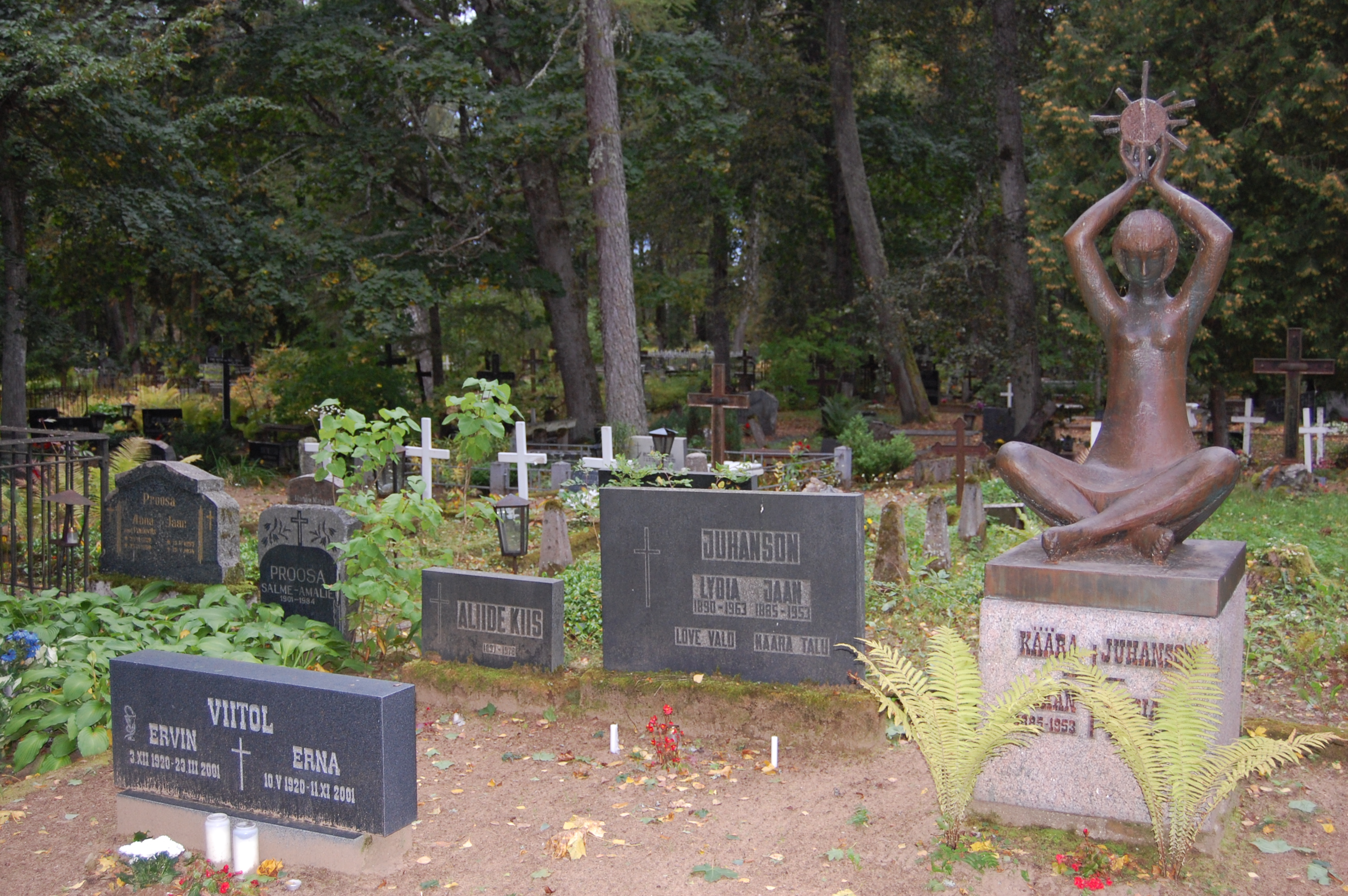
Tumba de Viitol en el Cementerio de Helme

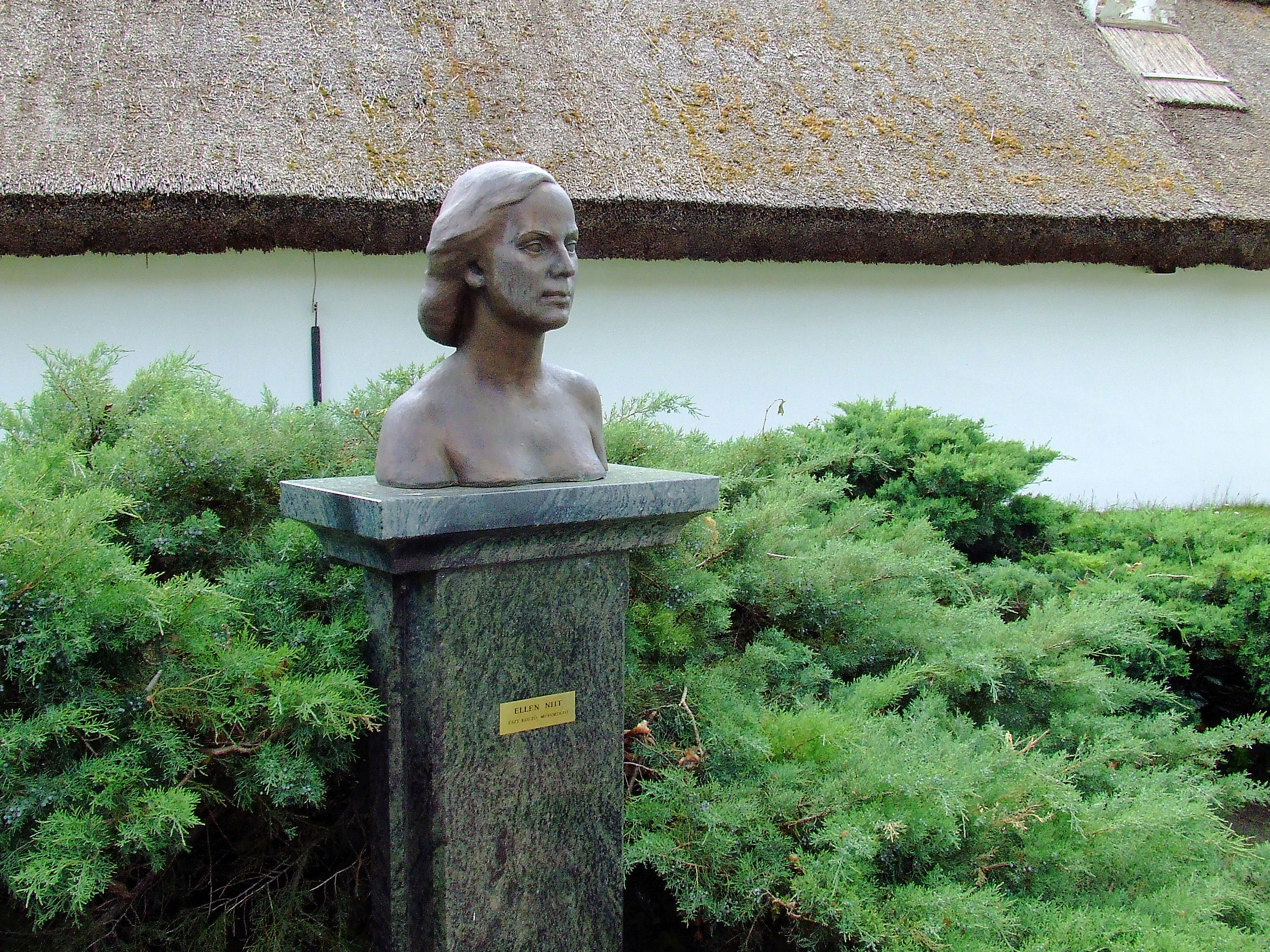
Retrato de Ellen Niit, busto de bronce. Kiskőrös

Sus trabajos incluyen, entre otras, composiciones figurativas y los retratos de Heino Kiik, Lilli Promet, Aino Kallas y Ellen Niit.